# Simulium rendalense
Simulium rendalense es una especie de insecto del género Simulium, familia Simuliidae, orden Diptera.
Fue descrita científicamente por Golini, 1975.